# Paraceratherium linxiaense
Paraceratherium linxiaense é uma espécie extinta do gênero Paraceratherium. Viveu no Mioceno, há 26 milhões de anos atrás, onde atualmente é a China, a Mongólia, o Cazaquistão e o Paquistão. É um dos maiores mamíferos terrestre já descobertos, com adultos tendo em média 5 metros de altura e com pescoços chegando a quase 2 metros, que serviam para obter seu alimento, flores.
Foi uma espécie derivada do P. bugtiense, sendo uma das últimas espécies do gênero Paraceratherium.
Seus fósseis foram encontrados em 2015, na Bacia Linxia, China. O estudo com a descoberta da nova espécie foi publicado em 2021, no jornal científico Communications Biology. O estudo liderado pela Academia Chinesa de Ciências foi feito a partir de um crânio e uma mandíbula de um indivíduo da espécie, além de duas vértebras torácicas proveniente de um outro exemplar.